# تپه قلیچ خوجه
تپه قلیچ خوجه مربوط به عصر آهن است و در شهرستان ترکمن، بخش گمیشان، روستای سقر تپه واقع شده و این اثر در تاریخ ۱۰ خرداد ۱۳۸۲ با شمارهٔ ثبت ۸۸۸۱ به‌عنوان یکی از آثار ملی ایران به ثبت رسیده است.